# Rajd Kormoran 2000
Rajd Kormoran 2000 – 26. edycja Rajdu Kormoran. Był to rajd samochodowy rozgrywany od 21 do 22 lipca 2000 roku. Była to szósta runda Rajdowych Samochodowych Mistrzostw Polski w roku 2000. Rajd składał się z piętnastu odcinków specjalnych (jeden odcinek anulowano).

## Wyniki końcowe rajdu[1]
| Miejsce | Kierowca            | Pilot              | Samochód                    | Czas      | Strata   | Grupa Klasa |
| ------- | ------------------- | ------------------ | --------------------------- | --------- | -------- | ----------- |
| 1       | Janusz Kulig        | Jarosław Baran     | Ford Focus WRC RS '99       | 1:42:43.0 | -        | A8          |
| 2       | Krzysztof Hołowczyc | Jean-Marc Fortin   | Subaru Impreza WRC S5 '99   | 1:43:15.3 | +32.3    | A8          |
| 3       | Leszek Kuzaj        | Andrzej Górski     | Toyota Corolla WRC          | 1:44:27.9 | +1:44.9  | A8          |
| 4       | Robert Herba        | Jacek Rathe        | Seat Cordoba WRC Evo2       | 1:50:36.6 | +7:53.6  | A8          |
| 5       | Tomasz Czopik       | Dariusz Burkat     | Mitsubishi Lancer Evo VI    | 1:55:02.9 | +12:19.9 | N4          |
| 6       | Wojciech Zaborowski | Tomasz Malec       | Subaru Impreza WRX          | 1:55:14.4 | +12:31.4 | N4          |
| 7       | Łukasz Sztuka       | Zbigniew Cieślar   | Mitsubishi Lancer Evo VI    | 1:57:05.5 | +14:22.5 | N4          |
| 8       | Dariusz Poletyło    | Piotr Ruciński     | Subaru Impreza WRX          | 1:57:37.8 | +14:54.8 | N4          |
| 9       | Tomasz Kuchar       | Maciej Szczepaniak | Volkswagen Golf III Kit Car | 1:58:54.9 | +16:11.9 | A7          |
| 10      | Cezary Fuchs        | Maciej Maciejewski | Toyota Celica GT-Four       | 1:59:25.1 | +16:42.1 | A8          |